# Bahrains Grand Prix 2025
Bahrains Grand Prix 2025, officiellt Formula 1 Gulf Air Bahrain Grand Prix 2025, var ett Formel 1-lopp som kördes den 13 april 2025 på Bahrain International Circuit i Sakhir i Bahrain. Det var det fjärde loppet ingående i Formel 1-säsongen 2025 och kördes över 57 varv.

## Ställning i mästerskapet före loppet
| Pos. | Förare         | Poäng |
| ---- | -------------- | ----- |
| 1 ▬  | Lando Norris   | 62    |
| 2 ▬  | Max Verstappen | 61    |
| 3 ▬  | Oscar Piastri  | 49    |
| 4 ▬  | George Russell | 45    |
| 5 ▬  | Kimi Antonelli | 30    |

| Pos. | Konstruktör       | Poäng |
| ---- | ----------------- | ----- |
| 1 ▬  | McLaren-Mercedes  | 111   |
| 2 ▬  | Mercedes          | 75    |
| 3 ▬  | Red Bull          | 61    |
| 4 ▬  | Ferrari           | 35    |
| 5 ▬  | Williams-Mercedes | 19    |

- Notering: Endast de fem bästa placeringarna i vardera mästerskap finns med på listorna.

## Kvalet
Kvalet kördes den 12 april 2025, klockan 19:00 lokal tid (UTC+3).
Kvalet rödflaggades under en kort stund i Q2, då Esteban Ocon kraschat med sin Haas på väg in i kurva två. Nico Hülkenberg i Sauber gick vidare till Q2 och kvalade på trettonde plats, trots att han kört utanför banan under Q1 i kurva 11. Händelsen rapporterades under Q2, och domarna strök hans tid efter kvalet, vilket flyttade ner honom till sextonde plats. Alexander Albon i Williams, som hade slagits ut i Q1 påverkades av detta, då han inte fick köra i Q2, trots att hans tid varit snabb nog för avancemang.
| Pos.                    | Nr. | Förare            | Konstruktör                  | Kvaltider | Kvaltider | Kvaltider | Start- grid |
| Pos.                    | Nr. | Förare            | Konstruktör                  | Q1        | Q2        | Q3        | Start- grid |
| ----------------------- | --- | ----------------- | ---------------------------- | --------- | --------- | --------- | ----------- |
| 1                       | 81  | Oscar Piastri     | McLaren-Mercedes             | 1:31.392  | 1:30.454  | 1:29.841  | 1           |
| 2                       | 63  | George Russell    | Mercedes                     | 1:31.494  | 1:30.664  | 1:30.009  | 31          |
| 3                       | 16  | Charles Leclerc   | Ferrari                      | 1:31.454  | 1:30.724  | 1:30.175  | 2           |
| 4                       | 12  | Kimi Antonelli    | Mercedes                     | 1:31.415  | 1:30.716  | 1:30.213  | 51          |
| 5                       | 10  | Pierre Gasly      | Alpine-Renault               | 1:31.462  | 1:30.643  | 1:30.216  | 4           |
| 6                       | 4   | Lando Norris      | McLaren-Mercedes             | 1:31.107  | 1:30.560  | 1:30.267  | 6           |
| 7                       | 1   | Max Verstappen    | Red Bull Racing-Honda RBPT   | 1:31.303  | 1:31.019  | 1:30.423  | 7           |
| 8                       | 55  | Carlos Sainz Jr.  | Williams-Mercedes            | 1:31.591  | 1:30.844  | 1:30.680  | 8           |
| 9                       | 44  | Lewis Hamilton    | Ferrari                      | 1:31.219  | 1:31.009  | 1:30.772  | 9           |
| 10                      | 22  | Yuki Tsunoda      | Red Bull Racing-Honda RBPT   | 1:31.751  | 1:31.228  | 1:31.303  | 10          |
| 11                      | 7   | Jack Doohan       | Alpine-Renault               | 1:31.414  | 1:31.245  | N/A       | 11          |
| 12                      | 6   | Isack Hadjar      | Racing Bulls-Honda RBPT      | 1:31.591  | 1:31.271  | N/A       | 12          |
| 13                      | 14  | Fernando Alonso   | Aston Martin Aramco-Mercedes | 1:31.634  | 1:31.886  | N/A       | 13          |
| 14                      | 31  | Esteban Ocon      | Haas-Ferrari                 | 1:31.594  | Ingen tid | N/A       | 14          |
| 15                      | 23  | Alexander Albon   | Williams-Mercedes            | 1:32.040  | Ingen tid | N/A       | 15          |
| 16                      | 27  | Nico Hülkenberg   | Kick Sauber-Ferrari          | 1:32.067  | N/A       | N/A       | 16          |
| 17                      | 30  | Liam Lawson       | Racing Bulls-Honda RBPT      | 1:32.165  | N/A       | N/A       | 17          |
| 18                      | 5   | Gabriel Bortoleto | Kick Sauber-Ferrari          | 1:32.186  | N/A       | N/A       | 18          |
| 19                      | 18  | Lance Stroll      | Aston Martin Aramco-Mercedes | 1:32.283  | N/A       | N/A       | 19          |
| 20                      | 87  | Oliver Bearman    | Haas-Ferrari                 | 1:32.373  | N/A       | N/A       | 20          |
| 107 %-gränsen: 1:37.484 |     |                   |                              |           |           |           |             |
| Källor:                 |     |                   |                              |           |           |           |             |

Noter
- ^1  – George Russell och Kimi Antonelli fick båda en plats nedflyttning för att ha ställt sig i fast lane i depån innan en omstartstid hade meddelats.[7][8]

## Loppet
Loppet kördes den 13 april 2025, klockan 18:00 lokal tid (UTC+3), och kördes över 57 varv.
| Pos.    | Nr. | Förare            | Konstruktör                  | Varv | Tid/Bröt        | Placering | Poäng |
| ------- | --- | ----------------- | ---------------------------- | ---- | --------------- | --------- | ----- |
| 1       | 81  | Oscar Piastri     | McLaren-Mercedes             | 57   | 1:35:39.435     | 1         | 25    |
| 2       | 63  | George Russell    | Mercedes                     | 57   | +15.499         | 3         | 18    |
| 3       | 4   | Lando Norris      | McLaren-Mercedes             | 57   | +16.273         | 6         | 15    |
| 4       | 16  | Charles Leclerc   | Ferrari                      | 57   | +19.679         | 2         | 12    |
| 5       | 44  | Lewis Hamilton    | Ferrari                      | 57   | +27.993         | 9         | 10    |
| 6       | 1   | Max Verstappen    | Red Bull Racing-Honda RBPT   | 57   | +34.395         | 7         | 8     |
| 7       | 10  | Pierre Gasly      | Alpine-Renault               | 57   | +36.002         | 4         | 6     |
| 8       | 31  | Esteban Ocon      | Haas-Ferrari                 | 57   | +44.244         | 14        | 4     |
| 9       | 22  | Yuki Tsunoda      | Red Bull Racing-Honda RBPT   | 57   | +45.061         | 10        | 2     |
| 10      | 87  | Oliver Bearman    | Haas-Ferrari                 | 57   | +47.594         | 20        | 1     |
| 11      | 12  | Kimi Antonelli    | Mercedes                     | 57   | +48.016         | 5         |       |
| 12      | 23  | Alexander Albon   | Williams-Mercedes            | 57   | +48.839         | 15        |       |
| 13      | 6   | Isack Hadjar      | Racing Bulls-Honda RBPT      | 57   | +56.314         | 12        |       |
| 14      | 7   | Jack Doohan       | Alpine-Renault               | 57   | +57.8061        | 11        |       |
| 15      | 14  | Fernando Alonso   | Aston Martin Aramco-Mercedes | 57   | +1:00.340       | 13        |       |
| 16      | 30  | Liam Lawson       | Racing Bulls-Honda RBPT      | 57   | +1:04.4352      | 17        |       |
| 17      | 18  | Lance Stroll      | Aston Martin Aramco-Mercedes | 57   | +1:05.489       | 19        |       |
| 18      | 5   | Gabriel Bortoleto | Kick Sauber-Ferrari          | 57   | +1:06.872       | 18        |       |
| DNF     | 55  | Carlos Sainz Jr.  | Williams-Mercedes            | 45   | Kollisionsskada | 8         |       |
| DSQ     | 27  | Nico Hülkenberg   | Kick Sauber-Ferrari          | 57   | Plankslitage3   | 16        |       |
| Source: |     |                   |                              |      |                 |           |       |

Noter
- ^1  – Jack Doohan fick fem sekunders bestraffningar för att ha kört utanför bangränsen. Bestraffningen påverkade inte hans slutgiltiga placering, då Nico Hülkenberg blivit diskvalificerad.[11]
- ^2  – Liam Lawson kom i mål på 13:e plats, men fick fem sekunders bestraffning för att ha orsakat en kollision med Lance Stroll, och tio sekunders bestraffning för att ha orsakat en kollision med Nico Hülkenberg.[12][13]
- ^3  – Nico Hülkenberg kom i mål på 15:e plats, men diskvalificerades på grund av att ha slitit plankan under bilen för mycket.[14]

## Ställning i mästerskapet efter loppet
| Pos.  | Förare          | Poäng |
| ----- | --------------- | ----- |
| 1 ▬   | Lando Norris    | 77    |
| 2 ▲ 1 | Oscar Piastri   | 74    |
| 3 ▼ 1 | Max Verstappen  | 69    |
| 4 ▬   | George Russell  | 63    |
| 5 ▬   | Charles Leclerc | 32    |

| Pos.  | Konstruktör      | Poäng |
| ----- | ---------------- | ----- |
| 1 ▬   | McLaren-Mercedes | 151   |
| 2 ▬   | Mercedes         | 93    |
| 3 ▬   | Red Bull         | 71    |
| 4 ▬   | Ferrari          | 57    |
| 5 ▲ 1 | Haas-Ferrari     | 20    |

- Notering: Endast de fem bästa placeringarna i vardera mästerskap finns med på listorna.